# 硬盘保护卡
硬盘保护卡，又称硬盘还原卡、硬盘防护卡、還原卡、再生卡，是用于電腦操作系统保护的一种PCI扩展卡。每一次开机时，硬盘保护卡总是让硬盘的部分或者全部分区能恢复先前的内容。换句话说，任何对硬盘保护分区的修改都无效，这样就有保护硬盘数据的作用。这一点，对于维护在公共领域使用的计算机有很大的价值，因此广泛应用于学校的计算机实验室，图书馆和網咖。

## 工作原理
硬盘保护卡安装在主板PCI插槽里，在卡上有一片ROM芯片，根据PCI规范，该ROM芯片的内容在计算机启动时将最先得到控制权，然后它接管BIOS的INT13中断，将FAT、引导区、CMOS信息、中断向量表等信息都保存到卡内的临时储存单元中或是在硬盘的隐藏扇区中，用自带的中断向量表来替换原始的中断向量表；再另外将FAT信息保存到临时储存单元中，用来应付我们对硬盘内数据的修改；最后是在硬盘中找到一部分连续的空磁盘空间，然后将我们修改的数据保存到其中。这样，只要是对硬盘的读写操作都要经过硬盘保护卡的保护程序进行保护性的读写，每当我们向硬盘写入数据时，其实还是完成写入到硬盘的操作，可是没有真正修改硬盘中的FAT。而是写到备份的FAT表中，这就是为什么系统重启后所有写操作一无所有的原因。

## 发展历程
由于硬盘保护卡能够有效的使硬盘的数据保持在设置为保护时的状态，对于学校计算机实验室的维护非常有用。因为每堂课学生所做的操作，在重启之后，都将恢复原样，下一堂课的系统软件环境依然是全新的。所以，硬盘保护卡产品逐渐成为学校计算机实验室的标准配置，许多品牌电脑在针对学校的机型当中甚至集成硬盘保护卡产品。
也正因为这样，硬盘保护卡厂商为了满足学校计算机实验室的维护需要而添加更多功能，有些已经远远超出操作系统保护方面，但由于硬盘保护卡已经为广大用户所熟知，因此，大部分产品依然延续“硬盘保护卡”这个产品名称。
目前主流硬盘保护卡产品所具有的主要功能已经包括三个大的方面，即：
- 操作系统（硬盘数据）立即还原。
- 网络拷贝，实现机房软件环境的统一部署。
- 学生机远程管理。

## 当前硬盘保护卡的主要功能
- 操作系统立即还原：这是硬盘保护卡的基础功能，也是硬盘保护卡名称的由来。值得注意的是由于网游的快速发展，盗取虚拟游戏装备有很大的经济利益，而安装在网吧的硬盘保护卡具备还原功能，对盗取游戏帐号有很大的阻碍，前几年，出现破解硬盘保护卡还原功能的针对性病毒，比如大名鼎鼎的“机器狗”，这种病毒的泛滥，使得网吧基本放弃使用硬盘保护卡进行维护，也威胁学校计算机实验室的安全性。不过，由于学校计算机实验室的硬盘保护卡产品相对比较高端，厂商的实力也比较强，很快作出相应的应对措施。由于硬盘保护卡基本退出网吧市场，而破解学校计算机实验室的硬盘保护卡没有什么经济利益，因此，这次风波基本上已经过去。
- 机房软件环境统一部署：由于硬盘保护卡大量使用在公共机房环境，而如何为公共机房的批量计算机安装操作系统和应用软件就是管理人员面临的一个难题。因此，目前硬盘保护卡都具备网络拷贝功能，类似于网络GHOST，先在一台计算机上安装所需的系统和软件，然后通过网络复制到所有电脑上。硬盘保护卡的网络拷贝功能出现得比网络GHOST更早，然后由于硬盘保护卡启动时能够先得到控制权，因此进行网络拷贝不需要象GHOST一样要准备服务器，做好镜像，直接就可以使用，非常方便。由于现在硬盘容量越来越大，软件的体积也越来越大，进行一次网络拷贝需要很长的时间。而在机房管理的过程中往往只是更新很少一部分软件，因此，厂商对网络拷贝进行改进，能够只拷贝发生变化的数据，从而大大提高拷贝的效率，不过该技术推出时并不成熟，目前，从最初的增量拷贝、发展到变量拷贝直到最新的差异拷贝，才基本完善。从操作方式上，网络拷贝也从DOS平台逐渐转换到WINDOWS平台，在操作的人性化上，得到很大的提升。平台的转换也大幅提升网络拷贝的速度，目前一线的产品一般能够达到百兆环境平均600M/分钟，千兆环境平均2G/分钟左右，而且能够支持断点续传。
- 软件统一注册：由于网络拷贝以后，所有计算机的硬盘数据都是一致的，这会导致在不同机器上需要使用不同序列号的软件不能正常使用，从而需要在每台单机上重新注册，这无疑将增加用户的工作量，并大大限制网络拷贝或差异拷贝的使用。软件统一注册功能就是为了解决这个问题而设计的，它能够记住每台计算机的软件序列号，在拷贝完成后自动将对应的序列号更改正确，避免重复注册的工作。
- 单机多系统环境：由于学校计算机实验室往往承担着各种教学任务，需要各种不同的教学环境，所以主流硬盘保护卡都支持多操作系统功能，能够在一台电脑上安装多个操作系统，并且互相隔离，互不影响。近年来，部分硬盘保护卡厂商借鉴虚拟机当中的快照原理，能够基于一个操作系统快速创建出多个系统环境，满足不同的教学需要，减少硬盘空间占用，减少操作系统重复安装的工作。
- 远程管理学生机：随着硬盘保护卡成为学校计算机实验室维护和管理的必备品，其功能应广大用户的需求日益扩展，最新的发展势头已经开始涉及在教学过程中对学生进行各种管理，包括网络控制、程序限制、流量限制、端口控制，屏幕监控等。总体来说硬盘保护卡已经从单一的系统保护功能逐渐扩展，实质上成为计算机实验室维护和综合管理的全能工具，只是延续其“硬盘保护卡”的产品名称。